# Abborrgölen (Rödeby socken, Blekinge)
Abborrgölen är en sjö i Karlskrona kommun i Blekinge och ingår i Lyckebyåns huvudavrinningsområde.